# 地面師
地面師（じめんし）とは、不動産をめぐり、土地の所有者になりすまして架空の売却を持ちかけ、代金をだまし取る詐欺を行う者、もしくはそのような手法で行われる詐欺行為のことである。

## 歴史
日本では、太平洋戦争敗戦後間もない頃、東京を始めとする主要都市で地面師による被害が頻発した。背景として、空襲により所有者が家族を含め全員死亡するなどして、権利関係が不明確になる事例が多発したこと、登記所（法務局）を含む役所が被災し、書類が焼失したこと、加えて戦後社会の混乱や役所の人員不足なども重なり、不動産登記や証明、相続などが確実に行えない事情があった。
1980年代後半から1990年代初期にかけてのバブル時代には地価が高騰し、大きな利益が得られたことから再び増加した。その後は沈静化し、登記簿や印鑑証明など権利関係の移転に必須な書類の電子化が進み、他人へのなりすましはより困難になってきている。
しかし、2010年代半ば頃より、主に東京都内において、東京オリンピック開催を機に地価が上昇し、管理の行き届かない土地や所有者側の事情で表面化しにくい土地を中心に、地面師による被害が発生している。
2017年には、積水ハウスが偽造書類を用いたなりすましにより約55億円の詐取被害に遭い、2017年2-7月期連結決算にて、購入代金の回収が困難になったとして、被害相当額を特別損失に簿記計上したことが大きく報道された。

## 地面師に関連するフィクション作品
- 地面師たち - 新庄耕の小説および、それを原作とした日本の2024年のNetflix配信の連続ドラマ。積水ハウス地面師詐欺事件がモデル。
- シャーロック (テレビドラマ) - 2019年フジテレビの連続ドラマ。第3話のサブタイトルが「地面師詐欺という闇」。
- マルス-ゼロの革命- - 2024年テレビ朝日の連続ドラマ。
- 一橋桐子 (76) の犯罪日記  - 2020年の日本の小説。
- オッドスピン  - 『週刊モーニング』（2023年27号 - 2023年36・37合併号）→モーニング・ツーWeb（コミックDAYS）掲載の、菅野カランによる漫画。
- 仮面ティーチャー - 漫画。
- 正直不動産 - 漫画。
- 難波金融伝・ミナミの帝王 - 漫画。
- ナニワ金融道 - 漫画。
- BanG Dream! Ave Mujica - アニメ。主要登場人物の父親が地面師詐欺に遭い社長を解任され、グループの総帥を務める義父からも勘当されている。